# Политическо номадство
Политическото номадство е обществено явление, при което политик или обществен деец преминава през няколко политически партии или обществени групи, понякога с различни обществени и политически цели и идеологии. Названието произлиза от номадските племена, които не са уседнали на определено място и непрекъснато скитат в търсене на по-добри условия за живот.
Така например, доц. Борислав Китов пребивава в над половин дузина парламентарни групи, в четири български парламента – от 1994 до 2009 година. При последния си мандат, в XL народно събрание, участва в три парламентарни групи, като в последната от тях – на РЗС, пребивава само два дни.